# Helmiopsis rigida
Helmiopsis rigida là một loài thực vật có hoa trong họ Cẩm quỳ. Loài này được (Baill.) Dorr mô tả khoa học đầu tiên năm 2001.